# Eilen Jewell
Dit overzicht is mogelijk incompleet; u kunt helpen door het uit te breiden.
Eilen Jewell (6 april 1979) is een Amerikaans singer-songwriter. 

## Biografie
Jewell is afkomstig uit Boise in de Amerikaanse staat Idaho. Zij begon muziek te maken op de straten van Santa Fe toen ze daar studeerde. Jewell toerde met haar band ettelijke malen in de VS, Canada en Europa. 

## Discografie

### Albums
| Jaar | Titel                                     | Opmerkingen          |
| ---- | ----------------------------------------- | -------------------- |
| 2006 | Boundary County                           |                      |
| 2008 | The Sacred Shakers                        |                      |
| 2009 | Sea of Tears                              |                      |
| 2010 | Butcher Holler: A Tribute To Loretta Lynn |                      |
| 2011 | Queen of the Minor Key                    |                      |
| 2014 | Live (The Sacred Shakers)                 | livealbum            |
| 2014 | Live at The Narrows                       | livealbum - dubbelcd |
| 2015 | Sundown Over Ghost Town                   |                      |
| 2017 | Down Hearted Blues                        |                      |
| 2019 | Gypsy                                     |                      |
| 2023 | Get behind the Wheel                      |                      |

### Ep's
| Jaar | Titel                            |
| ---- | -------------------------------- |
| 2007 | Letters from Sinners & Strangers |
| 2007 | Heartache Boulevard              |

## Galerij

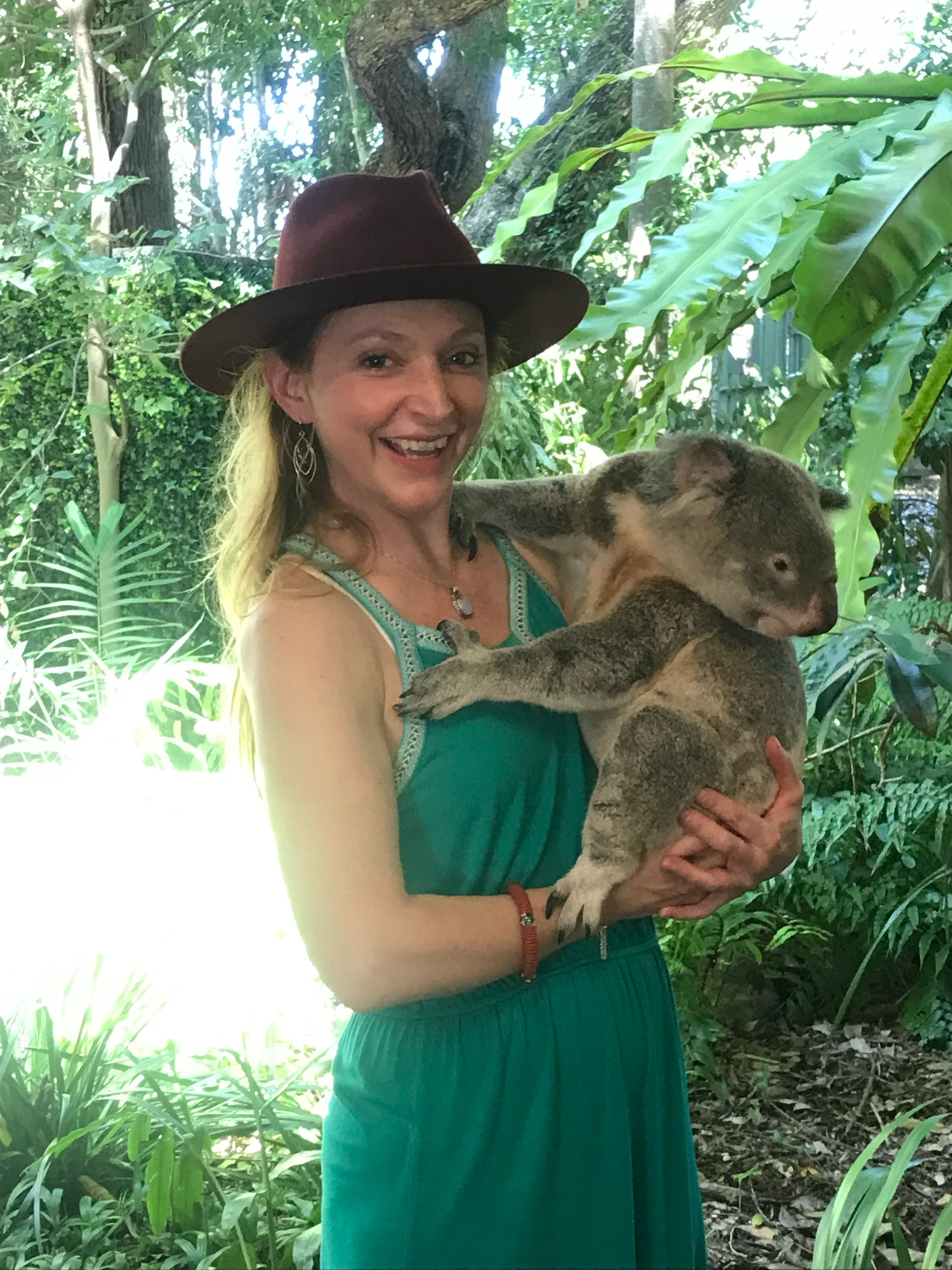
Eilen Jewell (2023)
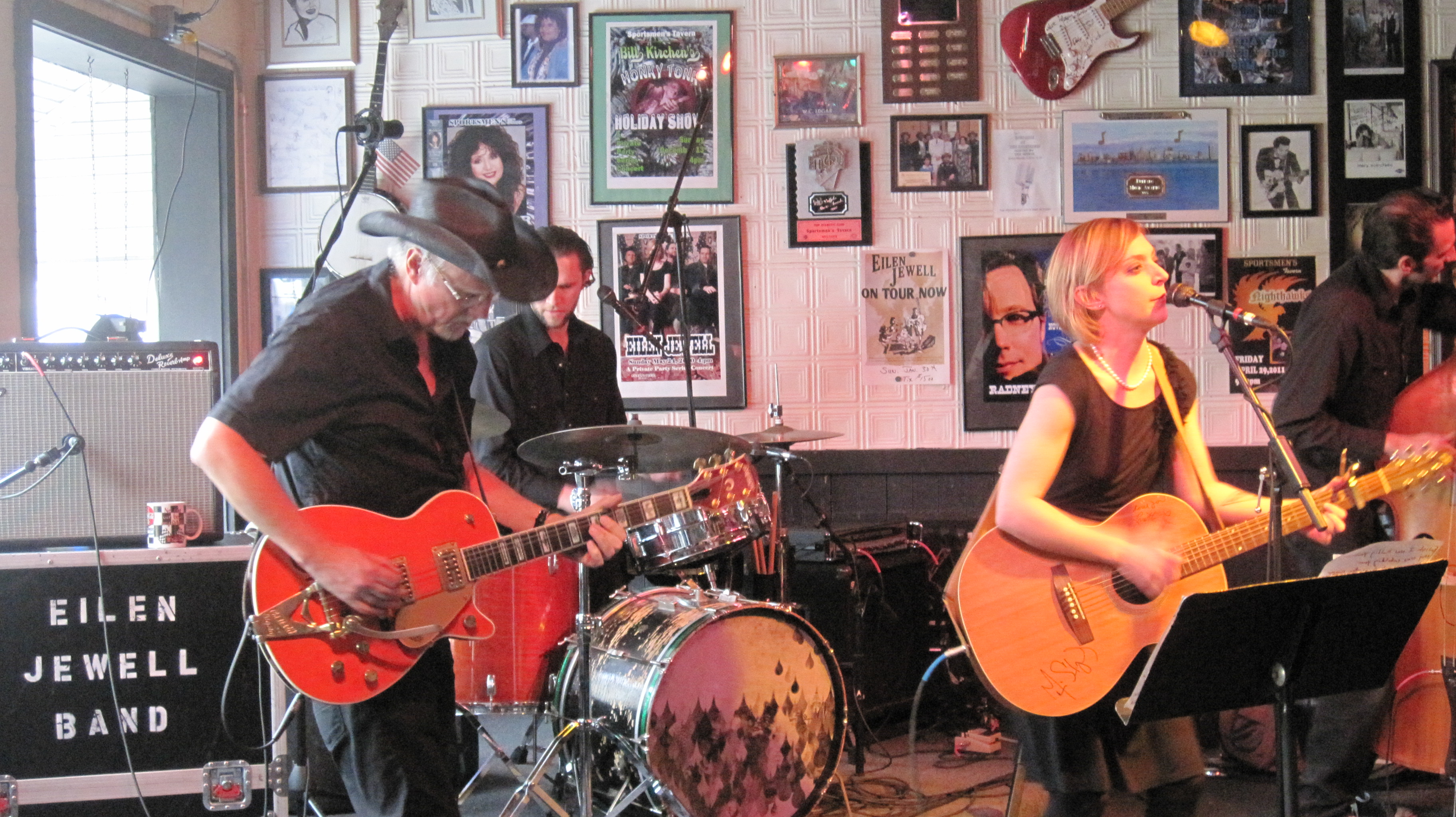
Eilen Jewell met haar band (2011)